# Promozione Piemonte-Valle d'Aosta 1984-1985
Nella stagione 1984-1985 la Promozione era il sesto livello del calcio italiano (il massimo livello regionale). Qui vi sono le statistiche relative al campionato in Piemonte e in Valle d'Aosta gestito dal Comitato Regionale Piemonte-Valle d'Aosta.
Il campionato è strutturato in vari gironi all'italiana su base regionale, gestiti dai Comitati Regionali di competenza. Promozioni alla categoria superiore e retrocessioni in quella inferiore non erano sempre omogenee; erano quantificate all'inizio del campionato dal Comitato Regionale secondo le direttive stabilite dalla Lega Nazionale Dilettanti, ma flessibili, in relazione al numero delle società retrocesse dal Campionato Interregionale e perciò, a seconda delle varie situazioni regionali, la fine del campionato poteva avere degli spareggi sia di promozione che di retrocessione.

## Girone A

### Squadre partecipanti
| Squadra                  | Città (provincia)             |
| ------------------------ | ----------------------------- |
| A.S. Arona               | Arona (NO)                    |
| A.C. Borgomanero         | Borgomanero (NO)              |
| A.S. Borgosesia          | Borgosesia (VC)               |
| A.S. Castellettese       | Castelletto sopra Ticino (NO) |
| U.S. Cerano Calcio       | Cerano (NO)                   |
| A.S. Cossatese           | Cossato (VC)                  |
| F.C. Gattinara           | Gattinara (VC)                |
| A.C. Gozzano             | Gozzano (NO)                  |
| U.S. Gravellona          | Gravellona Toce (NO)          |
| U.S. Grignasco           | Grignasco (NO)                |
| U.S. Juventus Domo       | Domodossola (NO)              |
| A.S. Mezzomerico         | Mezzomerico (NO)              |
| A.C. Oleggio Sportiva    | Oleggio (NO)                  |
| S.S. Stresa              | Stresa (NO)                   |
| A.S. Verbania            | Verbania (NO)                 |
| A.S. Virtus Villadossola | Villadossola (NO)             |

### Classifica finale
|  | Pos. | Squadra             | Pt  | G   | V   | N   | P   | GF  | GS  | DR  |
|  | ---- | ------------------- | --- | --- | --- | --- | --- | --- | --- | --- |
|  | 1.   | Juventus Domo       | 49  | 30  | 21  | 7   | 2   | 52  | 18  | +34 |
|  | 2.   | Borgomanero         | 48  | 30  | 19  | 10  | 1   | 70  | 23  | +47 |
|  | 3.   | Gattinara           | 42  | 30  | 18  | 6   | 6   | 37  | 23  | +14 |
|  | 4.   | Borgosesia          | 34  | 30  | 13  | 8   | 9   | 42  | 31  | +11 |
|  | 5.   | Cossatese           | 32  | 30  | 10  | 12  | 8   | 29  | 28  | +1  |
|  | 6.   | Grignasco           | 31  | 30  | 12  | 7   | 11  | 40  | 36  | +4  |
|  | 7.   | Gravellona          | 31  | 30  | 11  | 9   | 10  | 35  | 37  | -2  |
|  | 8.   | Mezzomerico         | 30  | 30  | 11  | 8   | 11  | 31  | 29  | +2  |
|  | 9.   | Verbania            | 28  | 30  | 7   | 14  | 9   | 26  | 25  | +1  |
|  | 10.  | Virtus Villadossola | 26  | 30  | 7   | 12  | 11  | 33  | 45  | -12 |
|  | 11.  | Cerano              | 25  | 30  | 9   | 7   | 14  | 29  | 39  | -10 |
|  | 12.  | Oleggio             | 23  | 30  | 5   | 13  | 12  | 36  | 41  | -5  |
|  | 13.  | Castellettese       | 23  | 30  | 7   | 9   | 14  | 28  | 44  | -16 |
|  | 14.  | Stresa              | 23  | 30  | 4   | 15  | 11  | 16  | 32  | -16 |
|  | 15.  | Gozzano             | 19  | 30  | 4   | 11  | 15  | 29  | 53  | -24 |
|  | 16.  | Arona               | 16  | 30  | 2   | 12  | 16  | 16  | 45  | -29 |
|  |      |                     | 480 | 480 | 160 | 160 | 160 | 549 | 549 | 0   |

Juve Domo promossa all'Interregionale dopo spareggi con Saint Vincent e Valenzana.

Gozzano ed Arona retrocedono in Prima Categoria.

## Girone B

### Squadre partecipanti
| Squadra                      | Città (provincia)       |
| ---------------------------- | ----------------------- |
| U.S. Arec Cafasse            | Cafasse (TO)            |
| A.S. Bacigalupo San Maurizio | Torino                  |
| U.S. Bollengo                | Bollengo (TO)           |
| U.S. Borgo Uriola            | Rivoli (TO)             |
| U.S. Caselle                 | Caselle Torinese (TO)   |
| S.P. Corsica Beinasco        | Beinasco (TO)           |
| A.S. Crescentinese           | Crescentino (VC)        |
| U.S. Gassino                 | Gassino Torinese (TO)   |
| G.S. Lascaris                | Pianezza (TO)           |
| C.S. Maros Saint Vincent     | Saint-Vincent           |
| A.C. Mathi                   | Mathi (TO)              |
| U.S. Meroni Cascine Vica     | Rivoli (TO)             |
| U.S. San Mauro               | San Mauro Torinese (TO) |
| G.S. Seo Borgaro Monterosa   | Borgaro Torinese (TO)   |
| A.C. Strambinese             | Strambino (TO)          |
| U.S. Trino                   | Trino (VC)              |

### Classifica finale
|  | Pos. | Squadra                 | Pt  | G   | V   | N   | P   | GF  | GS  | DR  |
|  | ---- | ----------------------- | --- | --- | --- | --- | --- | --- | --- | --- |
|  | 1.   | Maros Saint-Vincent     | 44  | 30  | 17  | 10  | 3   | 52  | 18  | +34 |
|  | 2.   | Seo Borgaro Monterosa   | 42  | 30  | 18  | 6   | 6   | 53  | 29  | +24 |
|  | 3.   | Borgo Uriola            | 41  | 30  | 17  | 7   | 6   | 58  | 28  | +30 |
|  | 4.   | Crescentinese           | 41  | 30  | 15  | 11  | 4   | 49  | 21  | +28 |
|  | 5.   | Mathi                   | 36  | 30  | 13  | 10  | 7   | 39  | 27  | +12 |
|  | 6.   | Bollengo                | 36  | 30  | 14  | 8   | 8   | 35  | 25  | +10 |
|  | 7.   | Strambinese             | 33  | 30  | 12  | 9   | 9   | 35  | 36  | -1  |
|  | 8.   | Corsica Beinasco        | 32  | 30  | 13  | 6   | 11  | 47  | 44  | +3  |
|  | 9.   | Arec Cafasse            | 27  | 30  | 9   | 9   | 12  | 36  | 47  | -11 |
|  | 10.  | Lascaris                | 26  | 30  | 10  | 6   | 14  | 40  | 48  | -8  |
|  | 11.  | Bacigalupo San Maurizio | 25  | 30  | 9   | 7   | 14  | 30  | 42  | -12 |
|  | 12.  | Trino                   | 24  | 30  | 7   | 10  | 13  | 30  | 42  | -12 |
|  | 13.  | Gassino                 | 22  | 30  | 9   | 4   | 17  | 35  | 54  | -19 |
|  | 14.  | Caselle                 | 20  | 30  | 4   | 12  | 14  | 25  | 37  | -12 |
|  | 15.  | San Mauro               | 20  | 30  | 5   | 10  | 15  | 25  | 48  | -23 |
|  | 16.  | Meroni Cascine Vica     | 11  | 30  | 3   | 5   | 22  | 31  | 74  | -43 |
|  |      |                         | 480 | 480 | 175 | 130 | 175 | 620 | 620 | 0   |

Maros Saint Vincent promossa all'Interregionale dopo spareggi con Juve Domo e Valenzana.

San Mauro e Meroni Cascine Vica retrocedono in Prima Categoria.

## Girone C

### Squadre partecipanti
| Squadra              | Città (provincia)        |
| -------------------- | ------------------------ |
| Audace Club Boschese | Bosco Marengo (AL)       |
| A.C. Bra             | Bra (CN)                 |
| A.S. Canelli         | Canelli (AT)             |
| U.S. Carassonese     | Mondovì (CN)             |
| U.S. Carmagnolese    | Carmagnola (TO)          |
| A.C. Chieri          | Chieri (TO)              |
| U.S. Farigliano      | Farigliano (CN)          |
| U.S. Fossanese       | Fossano (CN)             |
| U.S. Novese          | Novi Ligure (AL)         |
| U.S. Quattordio      | Quattordio (AL)          |
| U.S. San Carlo       | Borgo San Martino (AL)   |
| U.P. Santenese       | Santena (TO)             |
| U.S. Saviglianese    | Savigliano (CN)          |
| S.P. Sommarivese     | Sommariva del Bosco (CN) |
| A.C. Valeo Mondovì   | Mondovì (CN)             |
| U.S. Valenzana       | Valenza (AL)             |

### Classifica finale
|  | Pos. | Squadra              | Pt  | G   | V   | N   | P   | GF  | GS  | DR  |
|  | ---- | -------------------- | --- | --- | --- | --- | --- | --- | --- | --- |
|  | 1.   | Valenzana            | 47  | 30  | 18  | 11  | 1   | 52  | 13  | +39 |
|  | 2.   | Novese               | 45  | 30  | 17  | 11  | 2   | 45  | 15  | +30 |
|  | 3.   | Bra                  | 41  | 30  | 14  | 13  | 3   | 40  | 20  | +20 |
|  | 4.   | Saviglianese         | 37  | 30  | 13  | 11  | 6   | 39  | 19  | +20 |
|  | 5.   | Valeo Mondovì        | 33  | 30  | 13  | 7   | 10  | 44  | 28  | +16 |
|  | 6.   | San Carlo            | 32  | 30  | 12  | 8   | 10  | 48  | 37  | +11 |
|  | 7.   | Farigliano           | 32  | 30  | 10  | 12  | 8   | 40  | 42  | -2  |
|  | 8.   | Canelli              | 31  | 30  | 8   | 15  | 7   | 33  | 29  | +4  |
|  | 9.   | Chieri               | 31  | 30  | 11  | 9   | 10  | 42  | 38  | +4  |
|  | 10.  | Carmagnolese         | 28  | 30  | 8   | 12  | 10  | 25  | 29  | -4  |
|  | 11.  | Carassonese          | 26  | 30  | 9   | 8   | 13  | 23  | 37  | -14 |
|  | 12.  | Sommarivese          | 25  | 30  | 6   | 13  | 11  | 32  | 45  | -13 |
|  | 13.  | Fossanese            | 24  | 30  | 8   | 8   | 14  | 26  | 51  | -25 |
|  | 14.  | Quattordio           | 21  | 30  | 6   | 9   | 15  | 25  | 42  | -17 |
|  | 15.  | Audace Club Boschese | 18  | 30  | 5   | 8   | 17  | 23  | 42  | -19 |
|  | 16.  | Santenese            | 9   | 30  | 1   | 7   | 22  | 17  | 67  | -50 |
|  |      |                      | 480 | 480 | 159 | 162 | 159 | 554 | 554 | 0   |

Valenzana perde gli spareggi intergirone con Juve Domo e Saint Vincent.

Audace Club Boschese e Santenese retrocedono in Prima Categoria.

## Spareggi promozione
|                     | Spareggi |                     | Città e data           |  |
| ------------------- | -------- | ------------------- | ---------------------- |  |
| Juventus Domo       | 3 - 0    | Valenzana           | Biella, 2 giugno 1985  |  |
| Valenzana           | 0 - 1    | Maros Saint-Vincent | Biella, 5 giugno 1985  |  |
| Maros Saint Vincent | 1 - 0    | Juventus Domo       | Cossato, 9 giugno 1985 |  |
|                     |          |                     |                        |  |

### Classifica finale
|  | Pos. | Squadra             | Pt | G | V | N | P | GF | GS | DR |
|  | ---- | ------------------- | -- | - | - | - | - | -- | -- | -- |
|  | 1.   | Maros Saint-Vincent | 4  | 2 | 2 | 0 | 0 | 2  | 0  | +2 |
|  | 2.   | Juventus Domo       | 2  | 2 | 1 | 0 | 1 | 3  | 1  | +2 |
|  | 3.   | Valenzana           | 0  | 2 | 0 | 0 | 2 | 0  | 4  | -4 |